# Clossiana julia
Clossiana julia är en fjärilsart som beskrevs av Arthur Francis Hemming 1934. Clossiana julia ingår i släktet Clossiana och familjen praktfjärilar. Inga underarter finns listade i Catalogue of Life.